# Alfabeto hatreo
El alfabeto hatreo es el sistema de escritura que se usaba para escribir el hatreo, un dialecto arameo hablado entre el 98/97 a. C. (año 409 del calendario seléucida) y el 240 d. C. por los primeros habitantes del norte de Irak. Se pueden encontrar muchas inscripciones de este alfabeto en Hatra, una antigua ciudad construida en esta área por el Imperio seléucida que siguió habitada durante el Imperio parto, pero sería posteriormente destruida por el Imperio sasánida en el año 241 d. C. 
En Assur también existen varias inscripciones que llegaron a su fin tras su destrucción por los sasánidas en el año 257 d. C., mientras que las pocas inscripciones restantes se distribuyen por Dura-Europos, Gaddala, Tur Abdin, Tikrit, Sa'adiya y Qabr Abu Naif.  Muchas de las ruinas que llegaron a tiempos actuales fueron destruidas por los terroristas islámicos de Daesh (ISIS) a principios de 2015. El alfabeto de Hatra fue codificado en el Estándar Unicode 8.0 con el apoyo de la Universidad de Berkeley . 

## Características
Es una escritura de derecha a izquierda, como es típico de la escritura aramea y de Oriente Próximo. Los números también se escriben de derecha a izquierda (mayor valor posicional a la derecha), y también hay dos signos de puntuación conocidos. Existen algunas ligaduras comunes que no parecen ser necesarias y son más bien una forma abreviada de escritura. Conocemos unos 600 textos.

## Letras
| Nombre | Letra               | Sonido                                         | Sonido                              | Valor numérico | Equivalente siriaco | Equivalente fenicio | Equivalente hebreo | Equivalente árabe |
| Nombre | Forma inscripcional | Transliteración                                | AFI                                 | Valor numérico | Equivalente siriaco | Equivalente fenicio | Equivalente hebreo | Equivalente árabe |
| ------ | ------------------- | ---------------------------------------------- | ----------------------------------- | -------------- | ------------------- | ------------------- | ------------------ | ----------------- |
| ʾĀlap̄* |                     | ʾ o nada                                       | ʔ o muda                            | 1              |                     |                     | א                  | ا                 |
| Bēṯ    |                     | dura: b suave: ḇ (también bh, v, β)            | dura: b suave: v, w                 | 2              |                     |                     | ב                  | ب                 |
| Gāmal  |                     | dura: g suave: ḡ (tb. g̱, gh, ġ, γ)             | dura: ɡ suave: ɣ                    | 3              |                     |                     | ג                  | ج                 |
| Dālaṯ* |                     | dura: d suave: ḏ (tb. dh, ð, δ)                | dura: d suave: ð                    | 4              |                     |                     | ד                  | د, ذ              |
| Hē*    |                     | h                                              | h                                   | 5              |                     |                     | ה                  | ه                 |
| Waw*   |                     | consonante: w mater lectionis: ū, ō (tb. u, o) | consonante: w mater lectionis: u, o | 6              |                     |                     | ו                  | و                 |
| Zayn*  |                     | z                                              | z                                   | 7              |                     |                     | ז                  | ز                 |
| Ḥēṯ    |                     | ḥ                                              | ħ, x, χ                             | 8              |                     |                     | ח                  | ح, خ              |
| Ṭēṯ    |                     | ṭ                                              | tˤ                                  | 9              |                     |                     | ט                  | ط, ظ              |
| Yōḏ    |                     | consonante: y mater lectionis: ī (tb. i)       | consonante: j mater lectionis: i, e | 10             |                     |                     | י                  | ي                 |
| Kāp̄    |                     | dura: k suave: ḵ (tb. kh, x)                   | dura: k suave: x                    | 20             |                     |                     | כ ך                | ك                 |
| Lāmaḏ  |                     | l                                              | l                                   | 30             |                     |                     | ל                  | ل                 |
| Mīm    |                     | m                                              | m                                   | 40             |                     |                     | מ ם                | م                 |
| Nūn    |                     | n                                              | n                                   | 50             |                     |                     | נ ן                | ن                 |
| Semkaṯ |                     | s                                              | s                                   | 60             |                     |                     | ס                  | —                 |
| ʿĒ     |                     | ʿ                                              | ʕ                                   | 70             |                     |                     | ע                  | ع, غ              |
| Pē     |                     | dura: p suave: p̄ (tb. p̱, ᵽ, ph, f)             | dura: p suave: f                    | 80             |                     |                     | פ ף                | ف                 |
| Ṣāḏē*  |                     | ṣ                                              | sˤ                                  | 90             |                     |                     | צ ץ                | ص, ض              |
| Qōp̄    |                     | q                                              | q                                   | 100            |                     |                     | ק                  | ق                 |
| Rēš*   |                     | r                                              | r                                   | 200            |                     |                     | ר                  | ر                 |
| Šīn    |                     | š (tb. sh)                                     | ʃ                                   | 300            |                     |                     | ש                  | س, ش              |
| Taw*   |                     | dura: t suave: ṯ (tb. th, θ)                   | dura: t suave: θ                    | 400            |                     |                     | ת                  | ت, ث              |

## Unicode
El alfabeto hatreo se agregó al estándar Unicode en junio de 2015 con el lanzamiento de la versión 8.0. 
El bloque Unicode para el alfabeto de Hatra es U+108E0 – U+108FF:
| Hatran Official Unicode Consortium code chart (PDF)                                 |   |   |   |   |   |   |   |   |   |   |   |   |   |   |   |   |
|                                                                                     | 0 | 1 | 2 | 3 | 4 | 5 | 6 | 7 | 8 | 9 | A | B | C | D | E | F |
| U+108Ex                                                                             | 𐣠 | 𐣡 | 𐣢 | 𐣣 | 𐣤 | 𐣥 | 𐣦 | 𐣧 | 𐣨 | 𐣩 | 𐣪 | 𐣫 | 𐣬 | 𐣭 | 𐣮 | 𐣯 |
| U+108Fx                                                                             | 𐣰 | 𐣱 | 𐣲 |   | 𐣴 | 𐣵 |   |   |   |   |   | 𐣻 | 𐣼 | 𐣽 | 𐣾 | 𐣿 |
| Notas Desde la versión Unicode 13.0 Las áreas grises indican segmentos no asignados |   |   |   |   |   |   |   |   |   |   |   |   |   |   |   |   |